# Julie Hanan Carruthers
Julie Hanan Carruthers, née le 30 janvier 1960 à Sarasota en Floride, est une productrice américaine de soap opera.

## Postes occupés
La Force du destin

- Productrice déléguée (27 octobre 2003 - 23 septembre 2011)

Hôpital central
- Productrice superviseuse principale (juin 1997 - décembre 1999)
- Superviseuse de la production (février 1996 - juin 1997)
- Productrice (février 1994 - février 1996)

Port Charles
- Productrice déléguée (27 décembre, 1999 - 3 octobre 2003)
- Productrice superviseuse principale (juin 1, 1997 - 24 décembre 1999)

Santa Barbara
- Productrice (1986-1990)
- Éditrice (1984-1986)
- Directrice adjointe (1984-1986)
- Assistante de production (1984)

## Prix et nominations
Hanan Carruthers a été nommée pour plusieurs Daytime Emmy Awards.
Nominations
- 2003 : Outstanding Drama Series : Port Charles
- 2005 : Outstanding Drama Series : La Force du destin
- 2009 : Outstanding Drama Series : La Force du destin
- 2010 : Outstanding Drama Series : La Force du destin
- 2012 : Outstanding Drama Series : La Force du destin

## Source de la traduction
- (en) Cet article est partiellement ou en totalité issu de l’article de Wikipédia en anglais intitulé « Julie Hanan Carruthers » (voir la liste des auteurs).